# Mais (album)
Mais è un album (il primo registrato in studio) della cantante brasiliana Marisa Monte, pubblicato nel 1991 dalla Odeon EMI.

## Descrizione

### La storia
Dopo Marisa Monte fu necessario aspettare due anni per la pubblicazione del primo album in studio della cantante di Rio de Janeiro.
Mais fu registrato tra Rio e New York e fu prodotto da Arto Lindsay. Fu pensato come una grande produzione anche per soddisfare l'attesa del pubblico e della critica di poter finalmente ascoltare un lavoro in studio di Marisa.
Marisa e Lindsay riunirono una formazione di musicisti e di session man di grande livello ed esperienza. Tra questi il tastierista Bernie Worrell, il chitarrista Marc Ribot e il sassofonista John Zorn. Alle percussioni grandi nomi della musica brasiliana come Marçal, Cyro Baptista e Naná Vasconcelos. Altro brasiliano d'eccezione in chitarrista Robertinho de Recife. Ospiti il cantante Ed Motta e il batteria Gigante Brazil e le pastoras della Velha Guarda da Portela, il gruppo dei veterani della scuola di samba della cantante. Altro grande nome della musica internazionale presente fu il giapponese Ryūichi Sakamoto.
Il risultato fu un disco di grande atmosfera, elegante e cool, che coniuga atmosfere pop sofisticate a ritmi funk e soul, pur senza dimenticare il Brasile e il samba. Alcune cover di vecchi pezzi brasiliani, ma anche canzoni nuove, scritte per l'occasione e pensate su misura per la voce e lo stile di Marisa.
Un lavoro che dimostra la vocazione globale di Marisa Monte come artista, ma anche l'inizio di un'esplorazione approfondita nella cultura musicale del suo paese alla riscoperta dei classici verde-rosa-amarelho.
Il disco segnò l'inizio della collaborazione tra Marisa Monte, Nando Reis e Arnaldo Antunes, di cui la cantante brasiliana aveva già interpretato una canzone nel suo disco di esordio. Tra Marisa e i due ex-Titãs, ma soprattutto con Antunes, la collaborazione continuò anche nei dischi successivi. Mais segnò anche l'inizio dell'attività di Marisa come compositrice delle sue canzoni. Col tempo Marisa Monte, da coinvolgente interprete, si trasformerà in sensibile e sofisticata cantautrice.

### La musica
L'album inizia con la hit Beija eu, una sofisticata e leggera ballata in tempo dispari scritta da Marisa con Lindsay e il futuro parceiro Arnaldo Antunes, che diventerà uno dei classici del suo repertorio. Sempre di Antunes sono Volte para o seu lar, un bel pezzo funk di sapore afro, e Eu não sou da sua rua, una dolce canzone che già rimanda ai Tribalistas.
In Ainda lembro Marisa duetta con l'autore Ed Motta in un brano soul che diventerà un altro successo del disco. De noite na cama è un omaggio in chiave vagamente reggae e funky a Caetano Veloso e al tropicalismo. Le ultime canzoni del disco sono scritte da Marisa e da Nando Reis (da soli o insieme) e sembrano fatte apposta per sottolineare la duttilità vocale della cantante.
La parte centrale del disco è decisamente brasiliana. Rosa è un vecchio pezzo scritto dal grande Pixinguinha interpretato da Marisa con un bellissimo accompagnamento di Ryūichi Sakamoto al pianoforte e di Marçal alle percussioni. Borboleta (farfalla) è una canzone/filastrocca natalizia della tradizione del Nordest brasiliano. Ensaboa è un omaggio in chiave reggae a Cartola, uno dei grandi del samba, nel quale Marisa è accompagnata dal percussionista Gigante Brazil e dal coro della Velha Guarda da Portela di cui Marisa Monte produrrà un disco alla fine degli anni novanta e un film/documentario nel 2008.

## Tracce
1. Beija eu - (Marisa Monte, Arnaldo Antunes, Arto Lindsay) - (3:10)
2. Volte para o seu lar - (Arnaldo Antunes) - (4:41)
3. Ainda lembro - (Marisa Monte, Nando Reis, Ed Motta) - (4:05)
4. De noite na cama - (Caetano Veloso) - (4:24)
5. Rosa - (Otávio de Souza, Pixinguinha) - (2:43)
6. Borboleta - (folclore nordestino) - (1:56)
7. Ensaboa - (Cartola) / Lamento da lavadeira - (Monsueto) - (4:15)
8. Eu não sou da sua rua - (Branco Mello, Arnaldo Antunes) - (1:29)
9. Diariamente - (Nando Reis) - (4:05)
10. Eu sei (Na mira) - (Marisa Monte) - (2:40)
11. Tudo pela metade - (Marisa Monte, Nando Reis) - (4:11)
12. Mustapha - (Nando Reis, Marisa Monte) - (2:23)

## Formazione
- Marisa Monte - voce
- Bernie Worrell - tastiere (tracce #1, #2, #4, #11)
- Marc Ribot - chitarra elettrica e classica (tracce #1, #2, #4, #11)
- Melvin Gibbs - basso (tracce #1, #2, #4, #11)
- Dougie Bowne - batteria (tracce #1, #2, #4, #7, #10, #12)
- Marçal - percussioni (tracce #3, #4, #5, #11)
- John Zorn - sassofono contralto (tracce #2, #7)
- Marty Ehrlich - sassofono tenore (traccia #2, #7)
- Ed Motta - voce (traccia #3)
- Robertinho de Recife - chitarra classica (tracce #3, #6, #10, #12)
- Naná Vasconcelos - percussioni (traccia #4, #8, #11), voce (traccia #6)
- Arto Lindsay - voce (traccia #2), chitarra (tracce #10, #11)
- Ryūichi Sakamoto - tastiere (tracce #3, #5, #7, #10, #12), pianoforte (traccia #5)
- Ary Sperling - pianoforte (traccia #6)
- Gigante Brazil - batteria (tracce #7, #10), voce (tracce #7, ##12)
- Pastoras da Velha Guarda da Portela - voce (traccia #7)
- Perinho Santana - chitarra elettrica e classica (tracce #7, #10, #12)
- Ricardo Feijão - basso (tracce #7, #10, #12)
- Romero Lubambo - chitarra classica, fischietto (assobio) (tracce #8, #9)
- Cyro Baptista - percussioni (traccia #9)